# NGC 6239
NGC 6239 (również PGC 59083 lub UGC 10577) – galaktyka spiralna z poprzeczką (SBb), znajdująca się w gwiazdozbiorze Herkulesa. Odkrył ją William Herschel 12 kwietnia 1788 roku.